# Neoregostoma unicolor
Neoregostoma unicolor är en skalbaggsart som först beskrevs av Aurivillius 1920.  Neoregostoma unicolor ingår i släktet Neoregostoma och familjen långhorningar. Inga underarter finns listade i Catalogue of Life.